# Heinz Naupert
Heinz Oskar Moritz Bernhard Naupert (* 30. Dezember 1916 in Ludwigshafen; † 20. Januar 2000 in Freiburg im Breisgau) war ein deutscher Wirtschaftswissenschaftler und Diplomat.

## Leben
Naupert wuchs in Friedrichshafen auf. Nach seinem Abitur absolvierte er von 1936 bis 1940 ein Studium der Volkswirtschaftslehre. 1942 wurde er in Freiburg mit einer volks- und wirtschaftssoziologischen Studie des russischen Anarchismus am Beispiel von Peter Kropotkin promoviert. Von 1940 bis 1945 war er Angestellter bei der Treuhandvereinigung Berlin und leistete Kriegsdienst im Zweiten Weltkrieg. Von 1946 bis 1948 war er Geschäftsführer des Heidelberger Verlages Recht und Wirtschaft und Chefredakteur der dort erscheinenden Fachzeitschrift Betriebs-Berater. Anschließend war er bis 1950 Chefredakteur der Fachzeitschrift Der Betrieb.
Von 1950 bis 1981 war Naupert als Diplomat im Auswärtigen Dienst tätig. Diplomatische Verwendungen führten ihn nach Genua (1952–1954), Helsinki (1958–1961) und Moskau (1961–1964), wo er Botschaftsrat und Leiter der Wirtschaftsabteilung an der deutschen Botschaft war. Nachdem er 1964 ohne Angabe von Gründen aus der UdSSR ausgewiesen wurde, arbeitete er in der Zentrale, wo er unter anderem 1966/1967 das Referat II A 5 (Polen, Tschechoslowakei, Ungarn, Balkanländer, China, Mongolei, Nordkorea, Nordvietnam) leitete. Von 1967 bis 1972 wurde Naupert in London eingesetzt, zuletzt als Gesandter. Von 1972 bis 1977 war er Botschafter in Tunesien. Von 1977 bis 1981 war er zudem deutscher Generalkonsul in Amsterdam.
Heinz Naupert starb am 20. Januar 2000 im Alter von 83 Jahren.